# Cathédrale Saint-Georges d'Áno Sýros
Cette  cathédrale n’est pas la seule cathédrale Saint-Georges.
La cathédrale Saint-Georges (grec moderne : Καθεδρικός Ναός Αγίου Γεωργίου), plus connue sous le nom de San Tzórtzis (grec moderne : Σαν Τζώρτζης),, est une église située dans le bourg d'Áno Sýros, sur l'île du même nom, dans les Cyclades, en Grèce. Elle est le siège du diocèse catholique de Sýros (en).

## Historique et description
On estime la date de construction de la cathédrale en 1170, son emplacement étant au sommet de la colline du bourg médiéval d'Áno Sýros. Depuis lors, elle subit de nombreux travaux de reconstruction, dont le dernier, et le plus important, remonte à 1834, sous la direction de l'architecte originaire de l'île de Tínos, Chatzisímos Nikoláou, qui donne à la cathédrale son apparence actuelle. En 2015, des travaux de restauration sont réalisés sur une période de plusieurs mois, dont l'objectif final est de protéger la cathédrale de l'humidité, ainsi que de restaurer son clocher, ayant subi de nombreux dommages dus aux phénomènes météorologiques intenses de la région environnante.
La cathédrale a des caractéristiques de basilique à trois nefs, ces dernières étant séparées par des colonnades, tandis que la nef centrale surélevée est caractérisée par sa voûte de forme cylindrique.
L'ensemble architectural de la cathédrale est complété par un clocher à trois niveaux, érigé en 1855, un baptistère, autrefois utilisé comme chapelle dédiée à la Sainte-Croix, une sacristie, un lieu d'accueil pour les pèlerins et les visiteurs, un bâtiment dans lequel sont conservées les archives historiques du diocèse, ainsi que le palais de l'évêque.
À l'intérieur de l'église, plus précisément au niveau de l'entrée, se trouvent des sculptures représentant des saints, réalisées par des artistes italiens et datant du XVIIIe siècle, entourées de fresques, ainsi que d'un certain nombre d'icônes de pèlerinage. Par ailleurs, l'intérieur de la cathédrale se caractérise par ses panneaux décoratifs en bois sculpté et son sol en marbre, qui est l'œuvre d'un sculpteur originaire de l'île de Tínos.
On considère comme les plus importantes reliques de l'église les icônes de pèlerinage dédiées à la Vierge Marie de l'Espérance, au Sacré-Cœur de Jésus-Christ, à saint Pierre et à saint André, qui sont les œuvres d'artistes originaires d'Italie.
Par ailleurs, à l'intérieur de l'église se trouve le plus ancien orgue en état opérationnel de Grèce, qui est construit en 1888 en Italie et est initialement donné par le pape Léon XIII à la cathédrale Saint-Denys-l'Aréopagite d'Athènes, avant d'être, en 1951, transféré à Syros, à l'initiative de l'évêque Geórgios Xenópoulos. Depuis lors, et surtout après l'achèvement de travaux de restauration le concernant et ayant eu lieu en 2016, il constitue un des joyaux de la cathédrale, ainsi qu'un protagoniste indirect d'un festival de musique estival connu sous le nom de « Festival ÁNO » (grec moderne : Φεστιβάλ ΑΝΩ), qui se déroule chaque année au cours du mois d'août à l'intérieur de l'église.